# Guadiamar
Il Guadiamar è un fiume dell'Andalusia, in Spagna, affluente del Guadalquivir.
Esso scorre attraverso il Parco Nazionale di Doñana.
Nel 1998, l'azienda Boliden AB è stata responsabile di una grave catastrofe ecologica: un serbatoio di rifiuti tossici nella città di Aznalcóllar, di proprietà della sua controllata Boliden-Apirsa, si è rotto e ha versato il contenuto nel Guadiamar.